# Cristian Medina
Cristian Nicolás Medina (Moreno, 1 de junho de 2002) é um futebolista argentino que atua como meio-campista. Atualmente joga pelo Estudiantes.

## Carreira

### Boca Juniors
Medina nasceu em Moreno, uma cidade na Argentina. Atuando pelo clube de sua cidade natal Clube Social y Desportivo El Fortin, esteve num teste onde tinham mais de 2000 outros meninos e foi um dos três selecionados pelos três captadores do Boca Juniors que estavam observando para um coletivo no clube Xineize, onde Medina passou e entrou no clube em outubro de 2012.
Foi integrado ao elenco principal em outubro de 2020 e foi relacionado algumas vezes para o banco, mas não chegou a estrear. Medina fez sua estreia profissional em 14 de fevereiro de 2021, no empate por 2–2 com o Gimnasia y Esgrima na primeira rodada da Zona B da Copa da Liga Argentina. Lançado por Miguel Ángel Russo, entrou no segundo tempo e teve 93% de acerto nos passes, além de tentar jogadas nos momentos mais tensos do jogo. Dois meses depois, 17 de abril, marcou marcou primeiro gol com a camisa do Boca na vitória 3–1 sobre o Atlético Tucumán pela 10ª rodada da Copa da Liga, fazendo o primeiro gol da partida.
No dia 10 de junho, antes da partida contra o Lanús, Cristian Medina recebeu uma placa em homenagem aos seus 100 jogos pela equipe juntamente com Alan Varela, onde atingiu a marca no jogo passado. Ao fazer mais um gol em julho de 2023, Medina chegou a marca de três gols em oito dias, totalizando quatro na temporada, reforçando seu protagonismo e importância no time de Jorge Almirón.
Em 22 de agosto de 2023, sendo considerado um dos principais atletas do elenco, foi anunciada a extensão de seu contrato dezembro de 2023. Seu destaque despertou o interesse do Botafogo, que chegou a fazer uma oferta pelo jogador em dezembro.

## Seleção Argentina

### Sub-15
Foi um dos convocados para o Sul-Americano da categoria em 2017 por Diego Placente e integrou o elenco campeão do torneio após vencer o Brasil por 3–2.

### Sub-17
Em março de 2019, Medina foi um dos 23 selecionados para Sul-Americano de 2019, onde sagrou-se campeão mesmo perdendo por 4–1 para o Equador. E em outubro do mesmo ano, foi um dos convocados para o Mundial da categoria, do Brasil.

### Sub-23
Em setembro de 2023, Medina foi um dos convocados pelo técnico Javier Mascherano para um amistoso no dia 9 contra a Bolívia servindo de preparação para o Pré-Olímpico no ano seguinte. Todavia, foi cortado após lesionar-se no adutor.
Medina foi um dos 23 convocados para representar a Argentina Sub-23 no Torneio Pré-Olímpico de 2024.

### Principal
Em 3 novembro de 2021, foi convocado pela primeira vez por Lionel Scaloni como um dos sparrings para duas rodadas das Eliminatórias contra Uruguai e Brasil.

## Estilo de jogo
Medina destaca-se por suas atitudes em campo, bom equilíbrio, inteligência e velocidade. Tendo iniciado a carreira como atacante na base, Medina foi recuando até se tornar um camisa 10, além de volante duplo camisa 5 que atua nos lados. Chegou por vezes a ser um volante defensivo, o primeiro do meio campo.

## Títulos

### Boca Juniors
- Campeonato Argentino: 2022
- Copa da Argentina: 2020–21
- Copa da Liga Argentina: 2019–20, 2021–22
- Supercopa da Argentina: 2022

### Seleção Argentina

#### Sub-15
- Campeonato Sul-Americano Sub-15: 2017

#### Sub-17
- Campeonato Sul-Americano Sub-17: 2019

### Prêmios individuais
- Seleção reserva do Campeonato Argentino: 2023[19]